# بيتر ولز (مخرج)
بيتر ولز (بالإنجليزية: Peter Wells)‏ هو كاتب سير ومخرج نيوزلندي، ولد في 8 فبراير 1950 في Point Chevalier ‏ في نيوزيلندا، وتوفي في 18 فبراير 2019 في Ponsonby, New Zealand ‏ في نيوزيلندا بسبب سرطان البروستاتا.

## وصلات خارجية
- الموقع الرسمي
- بيتر ولز على موقع IMDb (الإنجليزية)
- بيتر ولز على موقع قاعدة بيانات الفيلم (الإنجليزية)